# Romance (métrica)

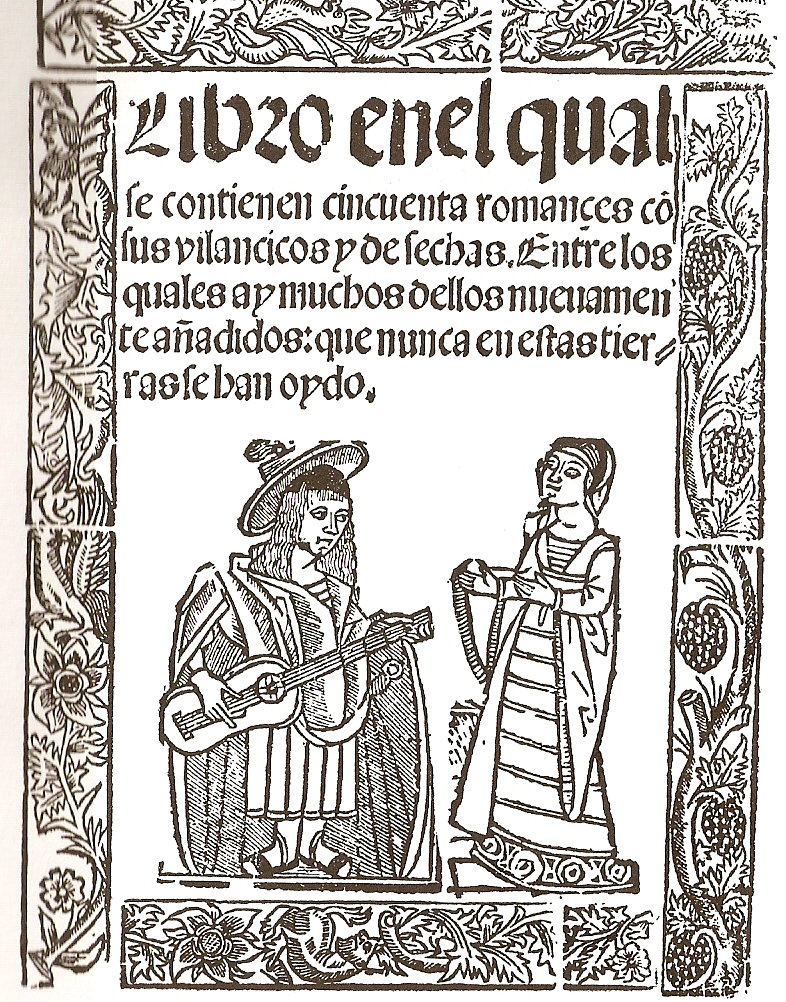
Portada del Libro de los cincuenta romances (c. 1525), primera colección de romances conocida.

Los romances son  una combinación métrica originaria de España que consiste en una serie indefinida de versos de ocho sílabas ("octosílabos"), en la cual los pares presentan rima asonante y los impares quedan sueltos.

## Estructura y evolución
Puede agruparse en cuartetas asonantadas de romance, llamadas también "tiradas" (8-,8a,8-,8a) o en series indefinidas de octosílabos. 
La primera opción es propia de los poetas del Romancero nuevo (siglos XVI al XXI), autores cultos e individualizados, rara vez anónimos, que componían imitando el estilo de los romances viejos y divulgaban sus textos en forma escrita, bien manuscrita, bien impresa como pliegos sueltos. Estos romances los agrupaban luego diversos coleccionistas en cancioneros manuscritos (formados por cuadernillos cosidos) que a veces eran impresos. 
La segunda es más bien propia del Romancero viejo (siglos XIV y XV): romances anónimos y elaborados por la colectividad que provienen de la descomposición de los cantares de gesta medievales y se difundían de forma oral y cantada. En estos últimos puede aparecer una licencia métrica que tiene origen en un arcaísmo de la lengua: la llamada e paragógica, y también es propio de los romances viejos que no tengan una sola versión, sino que existan muchas que difieren en versos y detalles, con muchas variantes.
El Romancero nuevo enriqueció la métrica del romance adaptándolos a veces a la forma de letrilla, que contiene un estribillo o bordón. Desde sus orígenes aparecen modificados mediante procedimientos como la glosa y el contrafactum. Enseguida se incluirán en libros de música, como los manuales de vihuela de Luis Milán o Alonso de Mudarra, que pudieron modificarlos oportunamente. Por otra parte, se pueden componer también romances con versos de menos sílabas (siete, seis o cinco sílabas) en cuyo caso se denominan romancillos o endechas. En los siglos XVII, XVIII y XIX los autores cultos empezaron a usar también el romance endecasílabo (esto es, de versos de once sílabas), que se denominó romance heroico.
El más antiguo de los romances viejos que conservamos hoy, Gentil dona, gentil dona, se copió hacia 1421 en el cartapacio del estudiante mallorquín Jaume de Olesa y se conserva en la Biblioteca Nacional Central de Florencia, pero es incluso más antiguo un romancillo hexasílabo o de seis sílabas, perteneciente al género literario de la serranilla, la Serranilla de la Zarzuela, que es un poco anterior. De finales de esa década sería El arzobispo de Zaragoza (1429), ambientado en tiempos de Alfonso V de Aragón, y algo posterior Alfonso V y la conquista de Nápoles (anterior a 1448), ambos encontrados en cartapacios notariales.

## Ejemplo de romance
Romance del Conde Niño
Conde Niño por amores
es niño y bajó a la mar,
fue a dar agua a su caballo
la mañana de San Juan.
Desde las torres más altas
la reina le oyó cantar:
-Mira, niña, cómo canta
la sirenita del mar.
-No es la sirenita, madre,
que esa tiene otro cantar:
es la voz del conde Niño
que por mí llorando está.
-Si es la voz del conde Niño
yo le mandaré matar,
que para casar contigo
le falta sangre real.
-No le mande matar, madre,
no lo mande usted matar,
que si lo manda matar, madre,
juntos nos han de enterrar.
-Guardias mandaba la reina
al conde Niño buscar,
que le maten a lanzadas
y su cuerpo echen al mar.
Él murió a la medianoche
y ella a los gallos cantar;
ella, como hija de reyes,
la entierran en el altar
y él, como hijo de condes,
tres pasitos más atrás.
De ella nació una rosa
y de él un tulipán;
la madre, llena de envidia,
ambos los mandó cortar.
De ella nació una paloma,
de él un fuerte gavilán,
Juntos vuelan por el cielo,
juntos vuelan par a par.